# Arabische Wikipedia
De Arabische Wikipedia (Arabisch: ويكيبيديا العربية) is een uitgave in de Arabische taal van de online encyclopedie Wikipedia. De Arabische Wikipedia ging op 9 juli 2003 van start. In februari 2011 waren er ongeveer 78.230 artikelen en 356.736 geregistreerde gebruikers. 